# Port Lavaca

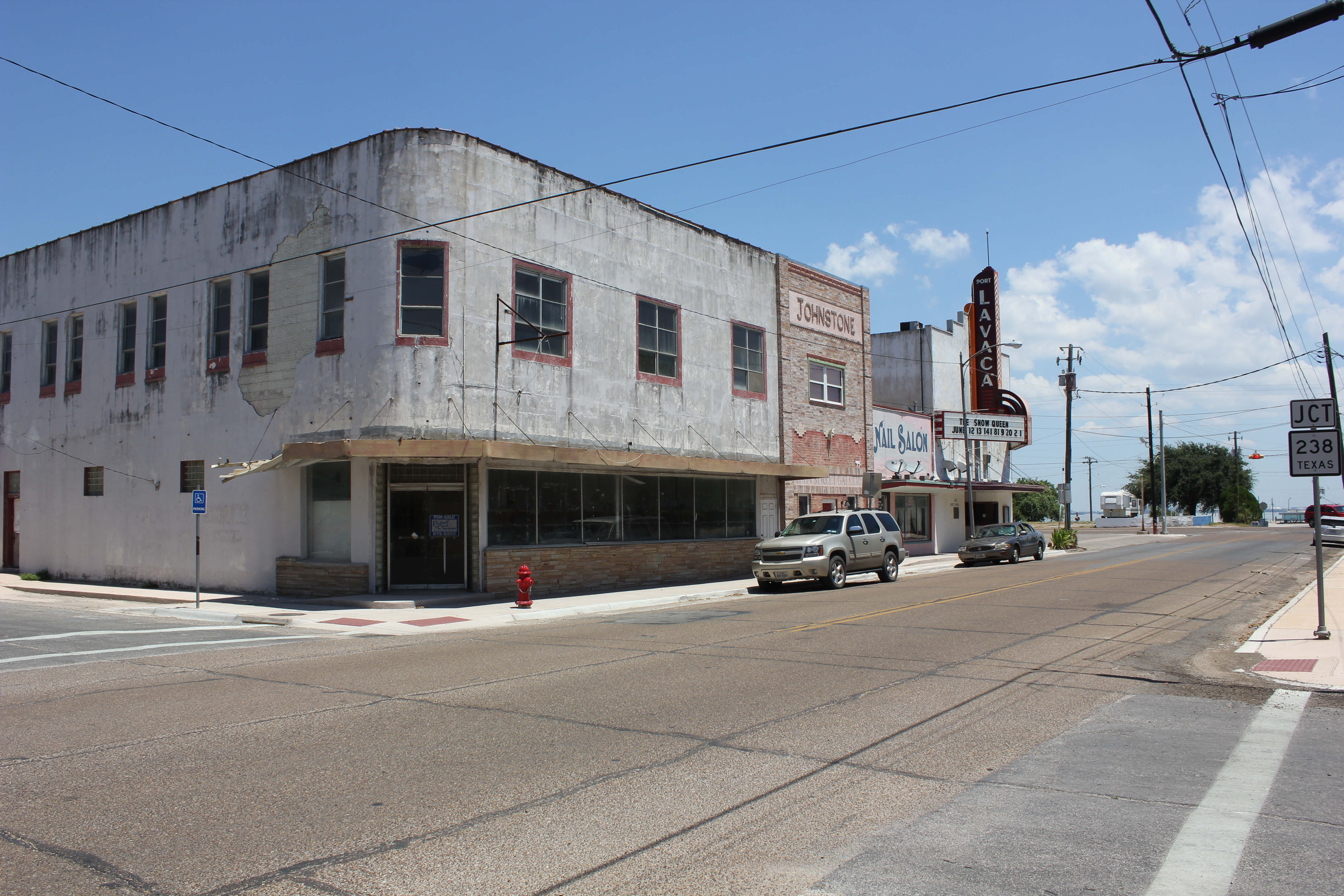
Centrum Lavaca, 2015

Port Lavaca – miasto w stanie Teksas, w hrabstwie Calhoun, położone nad Zatoką Meksykańską (Lavaca Bay). Jest siedzibą hrabstwa i największym miastem w regionie. W 2024 roku liczyło 11 299 mieszkańców. Znajduje się ok. 40 km od Victorii i ponad 100 km na północny wschód od Corpus Christi.
Posiada duże zakłady Formosa Plastics (chemia) i Alcoa (aluminium), stanowiące kluczowy sektor zatrudnienia. Ważny ośrodek rybołówstwa i akwakultury.